# Качча, Гульельмо
Гульельмо Качча (9 мая 1568 — 1625), известный как Иль Монкальво — итальянский живописец периода маньеризма, писал картины на библейские сюжеты.

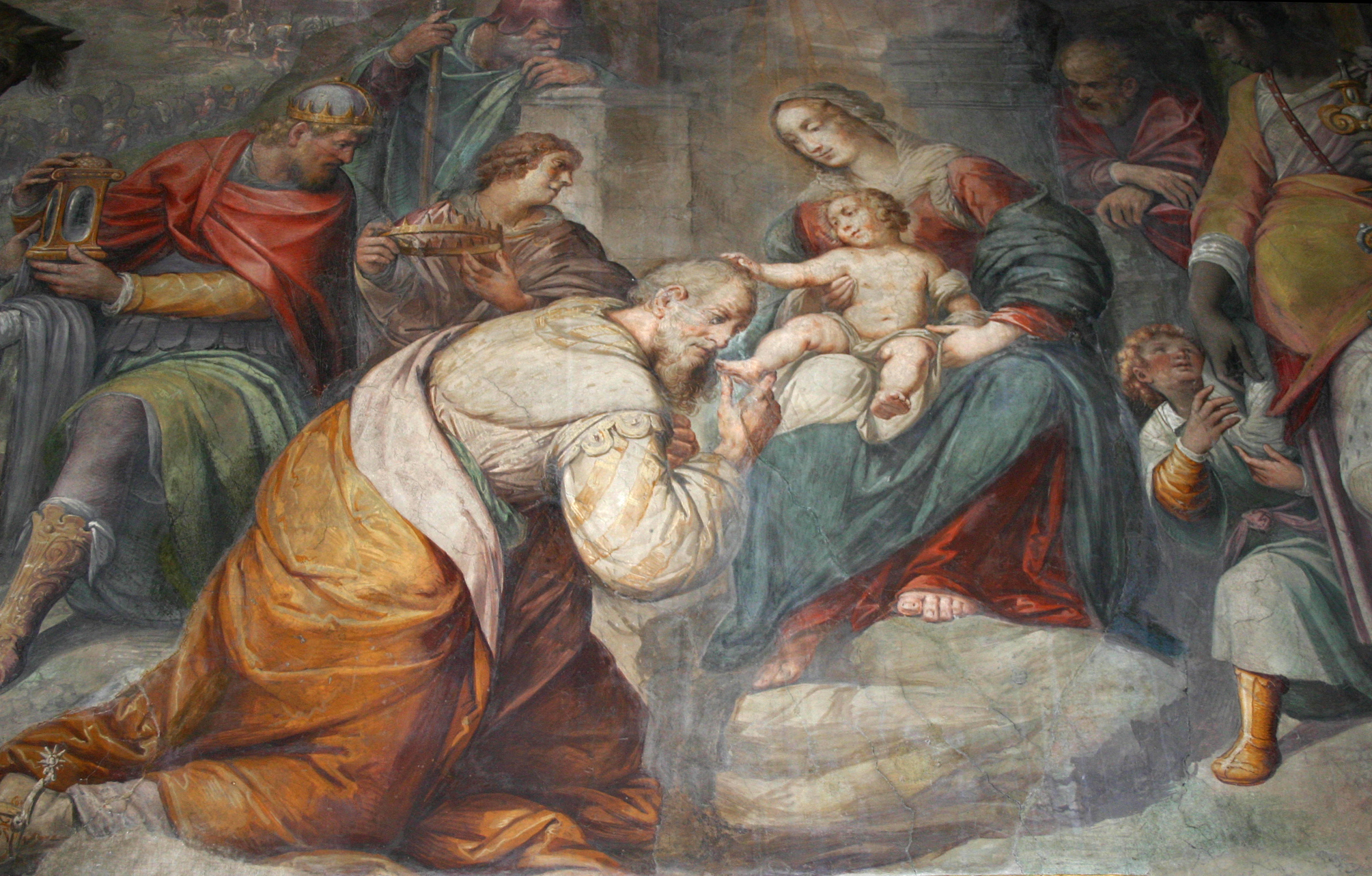
Гульельмо Качча, правый боковой неф. Поклонение волхвов (деталь), церковь Сан Алессандро в Zebedia, Милан

## Биография
Гульельмо Качча родился в муниципалитете Монтабоне в провинции Асти. Прозвание Монкальво художник получил из-за того, что свою юность он провел в итальянском муниципалитете Монкальво.
Качча учеником художника Лоренцо Сабатини. Начал заниматься живописью в Милане, затем работал в Павии, а также в итальянских городах Казале, Новара, Верчелли, Алессандрие, Турине и Генуе.
В 1605—1607 годах по заказу герцога Чарльза Эммануэля I расписывал галерею Королевского дворца в Турине.
К его лучшим работам относится картина Снятие с креста в церкви Сан-Гауденцио, Новара. Он также расписывал купол храма Сан-Паоло в Новара, написал картины Святой Антоний и Святой Павел для церкви Сант-Антонио-Абате в Милане. Часть картин написал совместно с Гауденцио Феррари. Его учениками были Даниэле Креспи и Джорджио Алберино, а также его дочь Орсола. Много его работ можно увидеть в церкви Conventuali в Монкальво. Для храма в Кьери он написал картины Воскрешение Лазаря и Чудо с хлебами.
Дочь художника, Орсола (1596—1676), последовала примеру отца. Её работе принадлежат картины «Рождество Иоанна Крестителя», «Святой Лука» и «Святое семейство со святой Анной», которые экспонировались в 2014—2015 годах в «Национальном музее женского искусства» в Вашингтоне.

## Литература

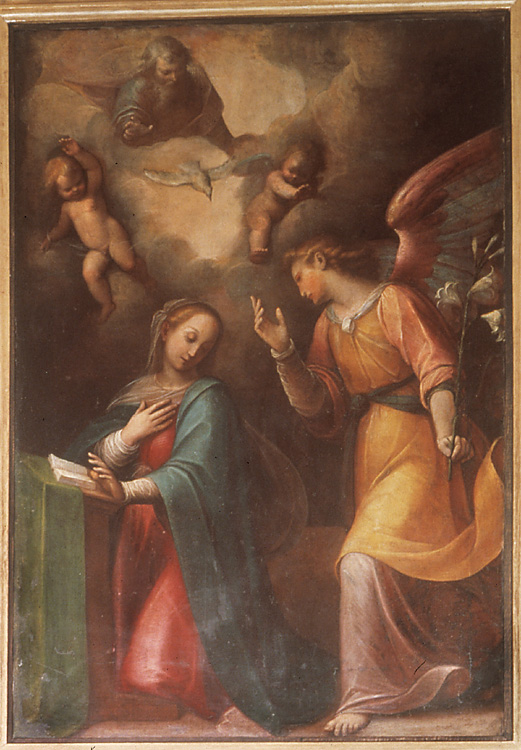
«Благовещение» в храме Святого Андрея (Альба, Италия)